# Верхняя Стойба
Ве́рхняя Стойба — река в Амурской области, правый приток реки Селемджа (бассейн Амура). Длина реки — 91 км. Площадь водосборного бассейна — 1390 км².
Река берёт начало в Селемджинском хребте, на высоте более 558 м над уровнем моря. На всём своём протяжении течёт по таёжной гористой местности на юго-запад. В верховьях находятся отвалы Васильевского прииска. Вдоль реки в среднем течении проходит автодорога Стойба — Экимчан, имеются мосты. В месте впадения в Верхнюю Стойбу реки Лукачек ранее находился ныне ликвидированный посёлок Лукачек, другие населённые пункты на реке отсутствуют. Впадает в Селемджу по правому берегу несколькими протоками на отметке ниже 364 м над уровнем моря, выше села Стойба, в 341 км от устья Селемджи. Ширина перед устьем — 40 м при глубине 1,2 м; скорость течения в низовьях составляет 2 м/с.
Основные притоки (от устья, все правые):
- Инкан
- Батор
- Боконтя

## Данные водного реестра
По данным государственного водного реестра России и геоинформационной системы водохозяйственного районирования территории РФ, подготовленной Федеральным агентством водных ресурсов:
- Бассейновый округ — Амурский
- Речной бассейн — Амур
- Речной подбассейн — Зея
- Водохозяйственный участок — Селемджа
- Код водного объекта — 20030400312118100035507